# Humanorientierung
Humanorientierung ist definiert als das Ausmaß, in dem eine Gesellschaft die Individuen in ihrem Verhalten hinsichtlich Fairness, Altruismus, Freundlichkeit, Großzügigkeit, Fürsorge und Gutherzigkeit gegenüber anderen bestärkt und belohnt. Humanorientierung ist nicht in jeder Kultur gleich stark vertreten. Dies belegen Ergebnisse der GLOBE-Studie (Global Leadership and Organizational Behavior Effectiveness Program).
Im Rahmen der GLOBE-Studie haben mehr als 17.000 mittlere Führungskräfte aus 62 Ländern an einer Fragebogenumfrage teilgenommen. GLOBE unterscheidet zwischen Practices/Praktiken (Ist-Zustand) und Values/Werten (Soll-Zustand). Insgesamt wurden fünf verschiedene Items zum Thema Humanorientierung benutzt: Besorgtheit um andere, Feinfühligkeit, Freundlichkeit gegenüber seinen Mitmenschen, Toleranz bei Fehlern und Großzügigkeit. Ein Beispiel für ein Item zum Ist-Zustand ist: "In unserer Gesellschaft sind die Menschen generell: 1 (sehr freundlich) bis 7 (sehr unfreundlich)".
Acht der zehn Länder mit der niedrigsten Humanorientierung (Ist-Zustand) sind europäische Länder. Die Länder mit der höchsten Humanorientierung (Ist-Zustand) sind Sambia, Irland, die Philippinen und Ägypten. Der Zusammenhang zwischen dem „Ist-Zustand“ und dem „Soll-Zustand“ war negativ (r = -.32, n = 61, p < .05). Länder mit einer niedrigen menschlichen Orientierung streben also nach höheren Werten und umgekehrt. Die Humanorientierung (Soll-Zustand) war generell sehr hoch und die Varianz über die Länder klein. Die Menschen wünschen sich demnach eine hohe Humanorientierung ihrer Gesellschaft.
Die Ergebnisse der GLOBE-Studie zeigen weiterhin, dass in ökonomisch höher entwickelten Ländern die Humanorientierung (Ist-Zustand) weniger stark ausgeprägt ist als in Ländern mit erschwerten ökonomischen Bedingungen. In weniger entwickelten Ländern benötigen die Menschen mehr Hilfe voneinander, da der Staat wenig Unterstützung für sie liefern kann. Mitglieder solcher Gesellschaften teilen ihren materiellen Besitz und andere Ressourcen mit ihren Mitmenschen. Dagegen ist der Staat in den ökonomisch weiter entwickelten Ländern in den sozialen Schutz involviert. Er bietet soziale Sicherungssysteme, wie Krankenversicherung oder Sozialhilfe. Der soziale Schutz wird hier direkt vom Staat bereitgestellt und die Menschen sind weniger aufeinander angewiesen.